# Hans-Otto Kleinmann
Hans-Otto Kleinmann (* 1937 in Berlin) ist ein deutscher Historiker.

## Leben
Kleinmann studierte Geschichte, Romanistik und Germanistik an der Universität zu Köln. 1967 wurde er bei Richard Konetzke an der Philosophischen Fakultät mit der Dissertation Die Politik des Wiener Hofes gegenüber der spanischen Monarchie unter Karl III. 1759–1788 zum Dr. phil. promoviert.
Er war Assistent von Johannes Kunisch und wurde 1979 Privatdozent. Seit 1992 ist er außerplanmäßiger Professor für Neuere Geschichte am Historischen Seminar der Universität zu Köln.
Von 1982 bis 2002 war er wissenschaftlicher Mitarbeiter im Archiv für Christlich-Demokratische Politik der Konrad-Adenauer-Stiftung in Sankt Augustin bei Bonn, zuletzt stellvertretender Leiter. Er ist Mitherausgeber der Zeitschrift Historisch-Politische Mitteilungen.

## Schriften (Auswahl)
- (mit Günter Buchstab, Brigitte Kaff): Verfolgung und Widerstand neunzehnhundertdreiunddreissig bis neunzehnhundertfünfundvierzig. Verfolgung und Widerstand 1933–1945. Christliche Demokraten gegen Hitler. Droste, Düsseldorf 1986, ISBN 3-7700-0705-0.
- (Bearb.): Berichte der diplomatischen Vertreter des Wiener Hofes aus Spanien in der Regierungszeit Karls IV. (1789–1808). Hrsg. von Hans Juretschke. 6 Bände. Deutsch-Spanisches Forschungsinstitut der Görres-Gesellschaft, Madrid 1990 ff.

- Band 1: Die Berichte des Grafen Kageneck. 1789 Januar 5 – 1790 Juni 28. 1990, ISBN 84-87764-00-2.
- Band 2: Die Berichte des Grafen Kageneck. 1790 Juli 5 – 1791 Dezember 26. 1992, ISBN 84-87764-02-9.
- Band 3: Die Berichte des Grafen Kageneck. 1792 Januar 2 – Dezember 31. 1994, ISBN 84-605-0735-1.
- Band 4: Die Berichte des Grafen Kageneck. 1793 Januar 7 – Dezember 30. 1995, ISBN 84-87764-03-7.
- Band 5: Die Berichte des Grafen Kageneck. 1794 Januar 67 – Dezember 30. 1996, ISBN 84-87764-04-5.
- Band 6: Die Berichte des Grafen Kageneck. 1795 Januar 6 – Dezember 29. 1999, ISBN 84-87764-04-5.

- Lateinamerika. Probleme und Perspektiven (= Tempora. Quellen zur Geschichte und Politik). Klett, Stuttgart 1992, ISBN 3-12-490390-0.
- Geschichte der CDU, 1945–1982. Hrsg. von Günter Buchstab. DVA, Stuttgart 1993, ISBN 3-421-06541-1.
- (Bearb.): Heinrich Krone: Tagebücher. 2 Bände. Droste, Düsseldorf 1995/2003.

- Band 1: 1945–1961 (= Forschungen und Quellen zur Zeitgeschichte, Band 28), ISBN 3-7700-1876-1.
- Band 2: 1961–1966 (= Forschungen und Quellen zur Zeitgeschichte, Band 44), ISBN 3-7700-1892-3.

- (Hrsg. mit Günter Buchstab): In Verantwortung vor Gott und den Menschen. Christliche Demokraten im Parlamentarischen Rat 1948/49. Im Auftrag der Konrad-Adenauer-Stiftung. Herder, Freiburg im Breisgau u. a. 2008, ISBN 978-3-451-29973-5.
- (Hrsg. mit Günter Buchstab, Hanns Jürgen Küsters): Die Ära Kohl im Gespräch. Eine Zwischenbilanz. Böhlau, Köln u. a. 2010, ISBN 978-3-412-20592-8.
- (Bearb. mit Christopher Beckmann): Ernst Majonica: Das politische Tagebuch 1958–1972 (= Forschungen und Quellen zur Zeitgeschichte. Band 55). Droste, Düsseldorf 2011, ISBN 978-3-7700-1906-9.